# Помри-ле-Виконт
Помри́-ле-Вико́нт (фр. Pommerit-le-Vicomte, брет. Pañvrid-ar-Beskont) — коммуна во Франции, находится в регионе Бретань. Департамент — Кот-д’Армор. Входит в состав кантона Генган. Округ коммуны — Генган.
Код INSEE коммуны — 22248.

## География
Коммуна расположена в 400 км к западу от Парижа, в 120 км северо-западнее Ренна, в 27 км к северо-западу от Сен-Бриё.

## Население
Население коммуны на 2016 год составляло 1 761 человек.
| 1962 | 1968 | 1975 | 1982 | 1990 | 1999 | 2008 | 2016 |
| ---- | ---- | ---- | ---- | ---- | ---- | ---- | ---- |
| 1857 | 1724 | 1631 | 1713 | 1690 | 1728 | 1839 | 1761 |

## Администрация
| Период | Период | Фамилия        | Партия                  | Примечания |
| ------ | ------ | -------------- | ----------------------- | ---------- |
|        | 1965   | Франсис Пулуэн | Разные левые            |            |
| 1965   | 1977   | Франсуа Никола | Социалистическая партия |            |
| 1977   | 2006   | Жан Ле Флок    | Социалистическая партия |            |
| 2006   | 2014   | Ален Готье     | Разные левые            |            |
| 2014   |        | Мишель Лансьен |                         | пенсионер  |

## Экономика
В 2007 году среди 1039 человек в трудоспособном возрасте (15—64 лет) 755 были экономически активными, 284 — неактивными (показатель активности — 72,7 %, в 1999 году было 65,8 %). Из 755 активных работали 697 человек (376 мужчин и 321 женщина), безработных было 58 (30 мужчин и 28 женщин). Среди 284 неактивных 94 человека были учениками или студентами, 90 — пенсионерами, 100 были неактивными по другим причинам.

## Достопримечательности
- Церковь Нотр-Дам (XVII век). Исторический памятник с 1926 года[2]
- Часовня Нотр-Дам-дю-Паради (XVI век) и распятие. Исторический памятник с 1912 года[3]
- Часовня Нотр-Дам-дю-Фольгоа (реконструирована в XIX веке)
- Часовня Нотр-Дам-де-Грас-дю-Рестмёр (XVIII век)
- Замок Рестмёр (XVIII век). Исторический памятник с 1997 года[4]
- Средневековый мотт. Исторический памятник с 1995 года[5]

## Города-побратимы
- Милстрит (Ирландия, с 1985)[6]

## Фотогалерея

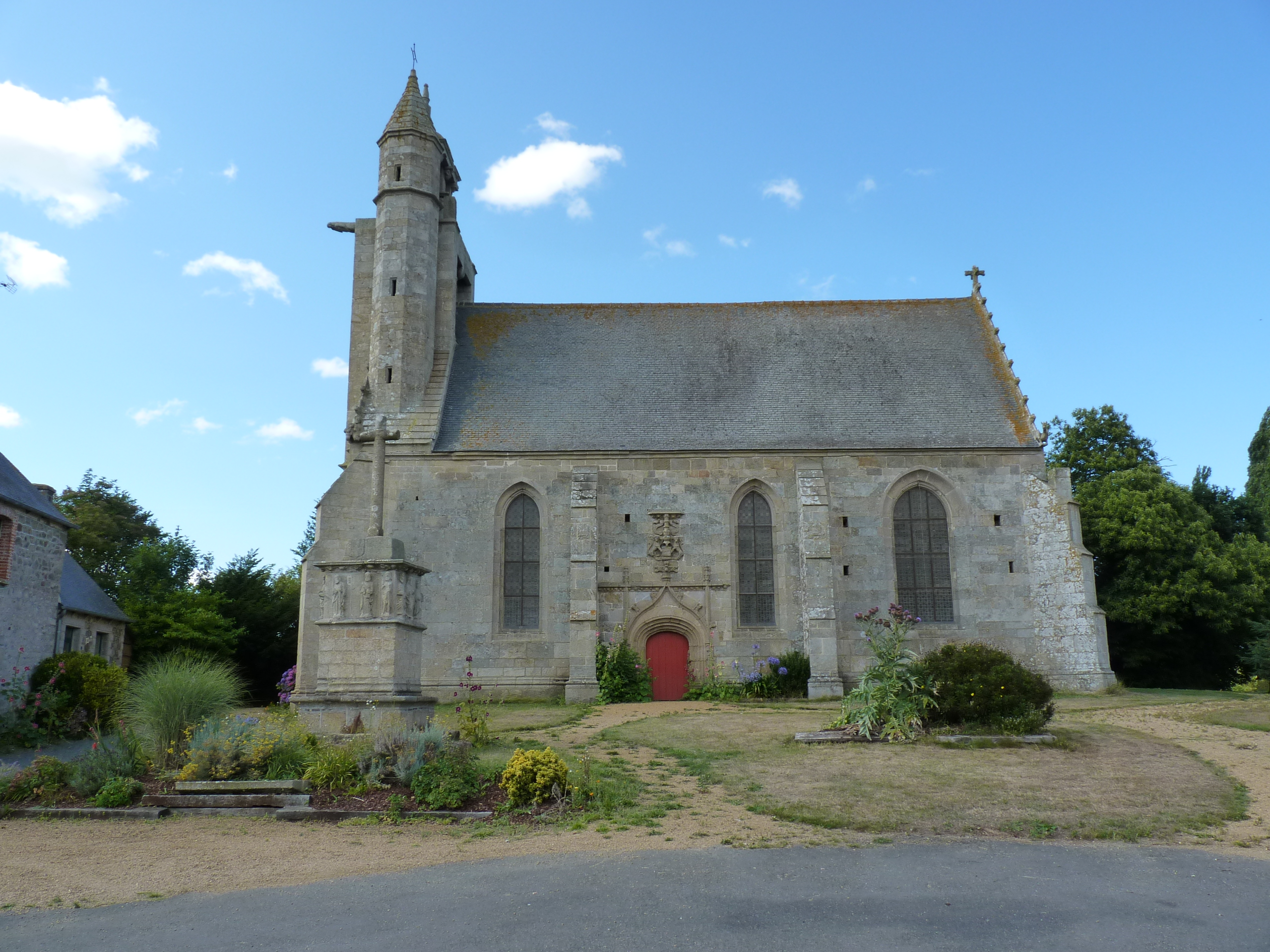
Часовня Нотр-Дам-дю-Паради и распятие.
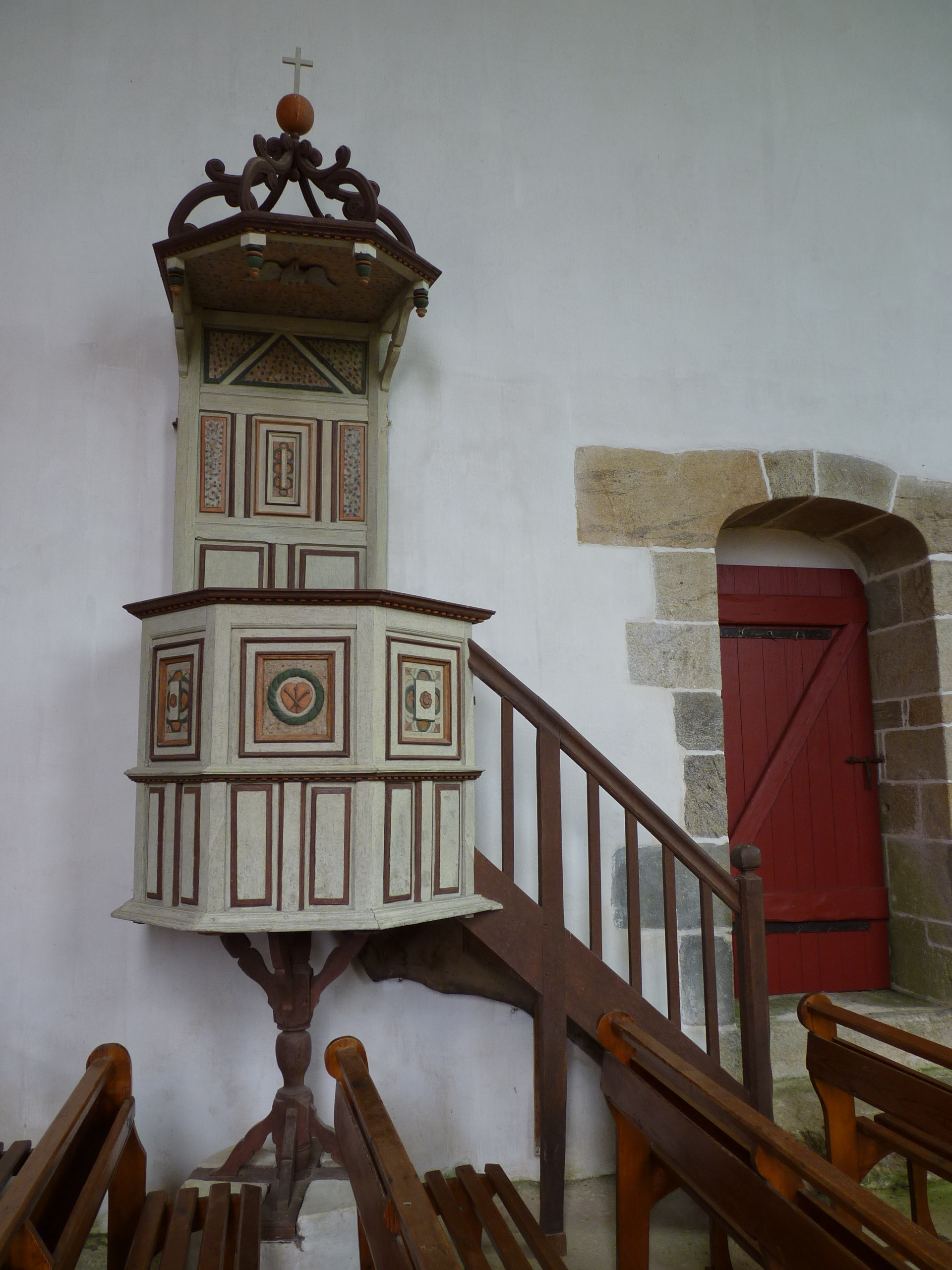
Кафедра часовни Нотр-Дам-дю-Паради.
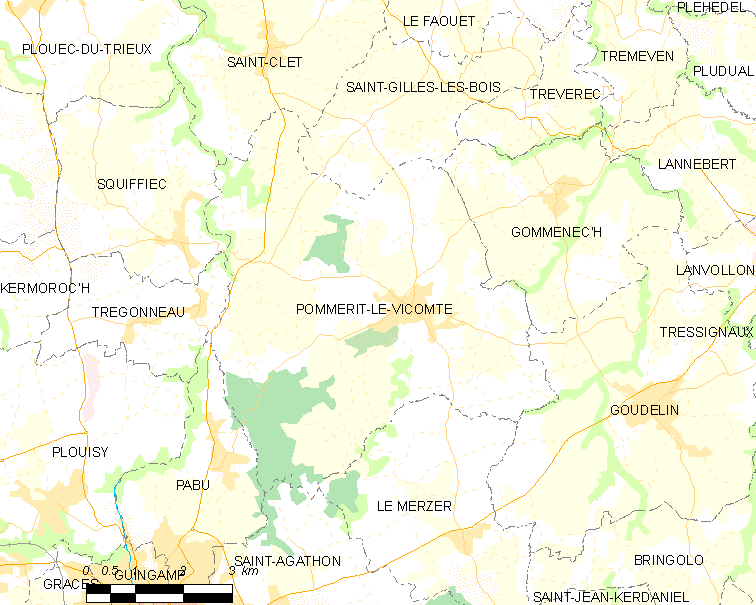
Карта коммуны.